# 石川玄常
石川 玄常（いしかわ げんじょう、延享元年2月28日（1744年4月10日） - 文化12年1月28日（1815年3月8日））は、江戸時代中期の日本の医師（蘭方医）。号は愚岡、道一、益夫。字は玄常、子深、恕郷。諱は世通。

## 生涯
江戸生まれ。14歳のとき官医の熊谷無術に医学を学び、28歳のとき京都へ遊学して名医と交流し、杉田玄白や前野良沢らが西洋医学を興したことを聞くと江戸に帰り、ヨハン・アダム・クルムスの解剖書を訳述し、『解体新書』を編纂する事業に校合のころから途中参加した。自ら所持している『ミスケル解体書』などの洋書を参考に供して所見を述べ、貢献した。天明8年（1788年）、一橋徳川家の侍医に召された。墓は江戸深川の霊巌寺。大田錦城の撰文による墓誌がある。